# 馬邊明王寺
馬邊明王寺位於四川省樂山市馬邊縣，文物遺址年代判定為明。2012年7月16日公佈為第八批四川省文物保護單位。
馬邊明王寺位於四川省樂山市馬邊彝族自治縣建設鄉永樂村，坐西向東，始建於明成化初年，現僅存前殿、正殿、靈池、三清殿等。弘治年至正德年間修建三清殿、東嶽殿，並打造石神佛，改稱明王寺。嘉慶四十二年擴建天王殿、鐘鼓樓，清道光年間再建文昌殿、靈池及佛城堡，形成“城堡環寺建，寺在堡中藏”的建築格局。馬邊明王寺內的懸托石神佛在佛教寺廟中是極為少見的，特別是懸托石神佛中的彝人神像，更是全國罕見。據研究分析，明王寺懸托于梁架之上的神佛既有佛教的內涵，又有彝人自身的風格，具有“三教合一”的特殊性質，對研究“三教合一”在少數民族地區的形成、發展歷史提供了珍貴的實物資料，具有重要的學術價值。1998年，馬邊明王寺被樂山市人民政府公佈為市級文物保護單位。